# Cantón de Tours-Val-du-Cher
El cantón de Tours-Val-du-Cher era una división administrativa francesa, que estaba situada en el departamento de Indre y Loira y la región de Centro-Valle de Loira.

## Composición
El cantón estaba formado por una fracción de la comuna que le daba su nombre:
- Tours (fracción)

## Supresión del cantón de Tours-Val-du-Cher
En aplicación del Decreto n.º 2014-179 de 18 de febrero de 2014, el cantón de Tours-Val-du-Cher fue suprimido el 22 de marzo de 2015 y la fracción de la comuna que le daba su nombre se unió con las demás para que, por medio de una reestructuración cantonal, fueran creados los nuevos cantones de Tours-1, Tours-2, Tours-3 y Tours-4.